# Comune di Nyborg
Il comune di Nyborg è un comune della Danimarca situato sull'isola di Fionia nella regione della Danimarca Meridionale (Syddanmark).
Capoluogo e sede amministrativa è la città omonima.
In seguito alla riforma amministrativa del 1º gennaio 2007 sono stati accorpati al comune di Nyborg i precedenti comuni di Ørbæk e Ullerslev.

## Centri abitati
I centri abitati principali del comune sono:
- Nyborg (17 902)
- Ullerslev (2 609)
- Ørbæk (1 729)